# USS Enterprise (CV-6)
USS Enterprise (CV-6) (tudi Velika E, CVA-6 in CVS-6) je bila šesta letalonosilka razreda yorktown Vojne mornarice ZDA in šesta ladja s tem imenom. Splovljena je bila leta 1936 in je bila ena od le treh ameriških letalonosilk, ki so bile sprejete v uporabo pred drugo svetovno vojno in so preživele vojno (ostali dve sta bili Saratoga in Ranger). Sodelovala je v več večjih akcijah proti Japonski kot katerakoli druga ameriška vojna ladja; tako je sodelovala v bitki za Midway, za Vzhodne Salomonske otoke, za otočje Santa Cruz, različne pomorsko-letalske bitke med guadalcanalsko kampanjo, v Filipinskem morju in v zalivu Leyte kot tudi v Doolittlovem napadu na Tokio. Sodelovala je v vseh večjih ameriških letalonosilniških akcijah druge svetovne vojne; odsotna je bila le pri bitki pri Koralnem morju. V treh različnih bitkah so Japonci oznanili, da so potopili Enterprise, a se je vedno izkazalo, da je preživela bitko.
Enterprise je prejela 20 bojnih zvezd, kar je največje število podeljenih odlikovanj za katerokoli ameriško vojno ladjo med drugo svetovno vojno. Bila je tudi edina vojna ladja, izven inventarja britanske Kraljeve vojne mornarice, ki je prejela najvišje pomorsko odlikovanje (British Admiralty Pennant) v več kot 400 letih od ustanovitve. Nekateri jo označujejo za najbolj slavno ladjo v vsej ameriški pomorski zgodovini, ki jo lahko izpodrine le fregata USS Constitution iz 18. stoletja.

## Ime
Letalonosilka je dobila ime Enterprise, kar pomeni neustrašnost, energija in iznajdljivost v praktičnih zadevah. CV-6 označuje šesto letalonosilko Vojne mornarice ZDA.
Medtem, ko je bila letalonosilka v rezervi, je bila 1. oktobra 1952 preklasificirana v jurišno letalonosilko in posledično preimenovana v CVA-6. 8. avgusta 1953 je bila ladja preklasificirana v protipodmorniško podporno letalonosilko in posledično preimenovana v CVS-6.

## Od splovitve do Pearl Harborja
Po prvi svetovni vojni so ZDA, Združeno kraljestvo, Japonska, Francija in Italija podpisale Washingtonski pomorski sporazum, ki je določala število in velikost vojaških ladij. Leta 1931 so načrtovala gradnjo dveh 19.800-tonskih letalonosilk in s sprejetjo New Deala leta 1933 je Vojna mornarica ZDA dobila tudi potrebni denar.
Gradnja letalonosilke se je pričela 16. julija 1934 v ladjedelnici Newport News Shipbuilding in splovljena je bila 3. oktobra 1936; sponzor splovitve je bila Lulie Swanson, žena sekretarja za Vojno mornarico ZDA Clauda S. Swansona. Ladja je bila sprejeta v uporaba 12. maja 1938. 
Enterprise je na svoji krstni plovbi plula do Ria de Janeira in nazaj. 2. januarja 1939 je odplula v Karibsko morje, kjer je sodelovala v vojnih vajah, skupaj s sestrsko letalonosilko Yorktown. Po vrnitvi je plula vzdolž vzhodne obale in v Karibih, dokler ni aprila 1939 prejela ukaz o premestitvi v Pacifik. Sprva je bila letalonosilka nastanjena v San Diegu, nato pa je bila maja istega leta premeščena v Pearl Harbor; razlog za to je bil ukaz predsednika ZDA Roosevelta o premestitvi flote na prednje baze. Enterprise je v tem času plula med bazami na Pacifiku, istočasno urila letalske eskadrilje ter transportirala letala za posadke baz. 
28. novembra je Enterprise zapustila Pearl Harbor in 2. decembra 1941 je dostavila 211. lovsko eskadriljo Korpusa mornariške pehote ZDA na otok Wake in se obrnila nazaj proti Pearl Harborju. Ta naloga je tako rešila letalonosilko pred uničujočim japonskim napadom na Pearl Harbor.

## Druga svetovna vojna

### Po Pearl Harborju
Enterprisovi izvidniški bombniki so prispeli nad Pearl Harbor med samim napadom in so, čeprav neprijetno presenečeni, takoj posegli v boje; na koncu so Japonci uspeli sestrelili 6 bombnikov. Letalonosilka je medtem zbrala vsa preostala letala in jih poslala na neuspešna iskanja za japonsko udarno silo; iskali so področje južno od Oahuja. Enterprise se je še isti dan vrnila v Pearl Harbor, kjer je dotočila gorivo in se založila; zgodaj naslednjega dne je odplula na patruljiranje, da bi preprečila morebitni ponovni japonski napad na Havajsko otočje. Letala niso zasledila nobenih japonskih površinskih ladij, zato pa so 10. decembra 1941 potopila japonsko podmornico I-70 (koordinate:  23°45′N, 155°35′W). Ta dogodek je postal pomembni trenutek druge svetovne vojne: bila je prva potopljena sovražna ladja, prva potopljena sovražna podmornica in tudi hkrati prva potopljena sovražna ladja s strani letal.
V zadnjih dveh tednih decembra 1941 je Enterprise in njena skupina odplula proti zahodnemu Havajskemu otočju, kjer je zagotavljala zaščito le-teh otokov, medtem ko sta dve drugi skupini odpluli proti otoku Wake, da bi ga razbremenili. Po krajšem postanku v Pearl Harborju je skupina Enterprise odplula 11. januarja, da bi zaščitila ladijske konvoje na poti proti Samoi. 1. februarja je Task Force Enterprise napadla otoke Kwajalein, Wotje in Maloelap (v skupini Marshallovega otočja), pri čemer so potopili tri sovražnikove ladje, poškodovali še osem drugih ter uničili številna letala ter zgradbe. V teh spopadih je Enterprise utrpela le manjše poškodbe v japonskem protinapadu, nakar se je celotna skupina vrnila v Pearl Harbor.
Naslednji mesec je skupina Enterprise patruljirala po osrednjem Pacifiku, pri čemer je napadala sovražnikove položaje na otokih Wake in Marcus. Potem, ko je utrpela manjše poškodbe, se je vrnila v Pearl Harbor na popravilo in dopolnitev zalog. 8. aprila 1942 je zapustila Pearl Harbor, se na morju srečala z letalonosilko Hornet, nakar sta skupaj odpluli proti zahodu. Naloga Enterprise je bila, da zaščiti Hornet, ki je imela nalogo pripluti v zračni radij Tokia. Takrat naj bi odposlala 16 bombnikov North American B-25 Mitchell (ki so bili v sestavi Kopenske vojske ZDA), da bi opravili t. i. Doolittlov letalski napad na Tokio. Bombniki so opravili napad 18. aprila, pri čemer so ostali neopaženi vse do napada, medtem ko so lovci izvajali bojne letalske patrulje. Celotna skupina se je 25. aprila vrnila v Pearl Harbor.   

### Bitka za Midway
Pet dni pozneje se je Enterprise odpravila proti Južnemu Pacifiku, da bi okrepila ameriške letalonosilke, ki so delovale v Koralnem morju. Toda še predno je prišla, se je bitka v Koralnem morju končala. Enterprise se je tako 26. maja vrnila v Pearl Harbor, kjer je pričela intenzivne priprave, da bi uspešno zavrnila predvidevani japonski napad na Midway.
28. maja je Enterprise postala zastavna ladja kontraadmirala Raymonda A. Spruanca, ki je dobil ukaz, »da drži Midway in zadane največjo možno škodo sovražniku s taktiko močnega izčrpanja.« Spruance je tako poveljeval Carrier Task Force 16, v kateri so bile poleg Enterprise še: Hornet, šest križark in deset rušilcev. 30. maja je Task Force 17 (TF 17), pod poveljstvom kontraadmirala Franka J. Fletcherja, zapustila Pearl Harbor s Yorktownom (Fletcherjeva zastavna ladja in še vedno v popravilu), 2 križarkama in šestimi rušilci; ob tej priložnosti se je enota preimenovala v Carrier Task Force 17 (CTF 17). Fletcher je nato prevzel tudi taktično poveljstvo nad vsemi pomorskimi silami, saj je poveljnik skupine Enterprise, Bill »Bull« Halsey, zbolel za kožno boleznijo zaradi stresa in je ostal v bolnišnici v Pearl Harborju.
Bitka za Midway se je pričela zjutraj 4. junija 1942, ko so štiri japonske letalonosilke, ne da bi vedele za prisotnosti ameriških pomorskih sil, napadle otok. Komaj tri ure potem, ko je prva bomba padla na Midway, so letala iz ameriških letalonosilk napadla. Bombniki strmoglavi iz Enterprise so v desetih minutah potopili japonski letalonosilki Akagi in Kaga, medtem ko so letala iz Yorktowna potopila še Soryu; pozneje so letala iz obeh ameriških letalonosilk potopila še tretjo japonsko letalonosilko Hiryu.
Obe strani sta izvajali nenehne zračne napade čez celoten dan in eni najbolj pomembnih bitk v zgodovini. Kljub temu, da so boji potekali vse do 7. junija, je bil izid bitke znan že prvi dan. Yorktown in Hammann sta bili edini potopljeni ameriški ladji, toda TF 16 in TF 17 sta skupaj izgubili 113 letal (od tega 61 v bojih). Japonske izgube so bile neprimerno večje: 4 letalonosilke, 1 križarka in 272 letal iz letalonosilk. Enterprise je zapustila bitko nepoškodovana in se je 13. junija 1942 vrnila v Pearl Harbor.

### Operacije v južnem Pacifiku
Po mesecu počitka je 15. julija 1942 Enterprise izplula iz Pearl Harborja proti južnemu Pacifiku, kjer se je pridružila Task Force 61, ki je imela nalogo podpreti amfibicijska izkrcanja na Salomonovo otočje, ki so se začeli 8. avgusta. Naslednja dva tedna je Enterprise varovala pomorske komunikacijske linije jugozahodno od Salomonovega otočja. 24. avgusta so odkrili močno japonsko silo okoli 240 km severno od Guadalcanala. Nemudoma je TF 61 odposlala svoja letala v napad. Uspešno so napadla Japonce v bitki za Vzhodne Salomonske otoke, pri čemer so potopili letalonosilko Ryūjō; Japonci so tako morali prekiniti svoj načrt, da bi napadli Guadalcanal. V tej bitki je Enterprise utrpela hude poškodbe: trije neposredni zadetki in štiri zadetki tik ob ladji so povzročili smrt 74 in ranili še nadaljnjih 95 članov posadke. Posadka je morala Enterprise popraviti, da je lahko samostojno odplula nazaj proti Havajem.
Po vrnitvi v Pearl Harbor je bila Enterprise v popravilu od 10. septembra do 16. oktobra 1942, ko je odplupla nazaj v južni Pacifik. Skupaj s Hornetom sta sestavili TF 61. 26. oktobra so izvidniška letala iz Enterprise odkrila japonsko letalonosilno skupino, s čimer se je pričela bitka za otočje Santa Cruz. Medtem, ko so njena letala napadala japonske ladje, je tudi sama Enterprise postala žrtev japonskih napadov: v napadih je umrlo 44 in bilo ranjenih 75 članov posadke.
Kljub resnim poškodbam je ostala v operativni uporabi in sprejela na svoj krov večje število letal iz Horneta, ko je le-ta bila potopljena. Kljub temu, da so Američani izgubili eno letalonosilko in rušilec in so bile japonske izgube neprimerno manjše (ena lahka križarka), so Američani s tem pridobili čas, da so okrepili posadko na Gudalcanalu v pripravi na naslednji spopad. Z izgubo Horneta je Enterprise ostala edina operativna ameriška letalonosilka na Pacifiku; v opomin temu je posadka na krov napisala velik napis »Enterprise vs Japan« (sl. »Enterprise proti Japonski«).  
Enterprise je 30. oktobra priplula v Nouméo (Nova Kaledonija) na popravila, toda nov japonski premik proti Salomonovemu otočju je skrajšal njen postanek. Tako je že 11. novembra zapustila pristanišče, medtem ko so popravljalci iz Vestal (AR-4) še zmeraj opravljali najbolj nujna popravila. 13. novembra so letala iz Enterprise pomagali potopiti poškodovano japonsko bojno ladjo Hiei. Ko se je pomorska bitka za Gudalcanal končala 15. novembra, je Enterprise sodelovala v potopitvi 16 ladij in poškodovanju še osem drugih. 16. novembra se je Enterprise vrnila v Nouméo, kjer je dokončala popravila. 4. decembra je zapustila pristanišče in odplula proti Espiritu Santo (Novi Hebridi). Naslednji dan se je srečala s popravljeno USS Saratogo (CV-3); ta dogodek je predstavljal tudi konec samostojnega delovanja Enterprise vse do konca vojne.
V celotnem letu 1942 je bila letalonosilka šestkrat zadeta in več kot 300 njenih pripadnikov je umrlo oz. bilo ranjenih.
28. januarja 1943 je nato odplula proti Salomonovemu otočju. 30. januarja so zračne patrulje odkrile križarsko-rušilsko skupino, s čimer se je pričela bitka za Rennell. Kljub temu, da so uničili večino napadajočih japonskih bombnikov, so Japonci uspeli potopiti Chicago s zračnimi torpedi. 
Potem, ko se je bitka končala, je Enterprise 1. februarja prispela v Espiritu Santo, ki je v naslednjih treh mesecih postala operativna baza letalonosilke; njena naloga je bila zavarovanje površinskih plovil do Salomonovega otočja. Nato je odplula proti Pearl Harborju, kjer je admiral Chester Nimitz 27. maja 1943 podelil letalonosilki predsedniško omembo enote; to je bilo prvo tako odlikovanje za letalonosiko. 20. julija je Enterprise priplula v Puget Sound Naval Shipyard na nujno potrebna popravila; to je bilo možno, saj so na Pacifik priplule letalonosilke razreda essex, ki so nadomestila Enterprise. 
Na podlagi izkušenj iz preteklih bitk se je izkazalo, da je razred letalonosilk yorktown (matični razred Enterprise) preveč zastarel in premalo zaščiten proti torpedom, zato so poleg popravil hkrati opravili še potrebne posodobitve; med drugim so ji dodali še poseben protitorpedni ovoj, ki je povečal njeno podvodno zaščito, odstranili stare in namestili novo protiletalsko oborožitev, povečali so letalski krov, posodobili radarski sistem ter sistem za kontrolo poškodb,...

### Vrnitev na bojišče
V sredini novembra se je Enterprise vrnila nazaj na bojišče. Njena prva zadolžitev po vrnitvi je med 19. in 21. novembrom zagotavljala bližnjo zračno podporo med marinskim izkrcanjem na Atol Makin. V noči 26. novembra je Enterprise uvedla novo obliko letalske podpore in sicer nočne lovce, ki so napadli skupino japonskih bombnikov, ki so napadali Task Group 50.2. Potem, ko so letala iz Task Force 50 4. decembra napadla Kwajalein, se je Enterprise vrnila v Pearl Harbor pet dni pozneje.
Naslednja operacija je bila v sestavi TF 58, ki je imela nalogo, da zmehča sovražnikovo obrambo na Marshallovem otočju in podpre izkrcanje na Kwajalein med 29. januarjem in 3. februarjem 1944. Še vedno v sestavi TF 58 je Enterprise odplula, da bi napadla japonsko pomorsko bazo na Truku (Karolinini otoki), kar je izvedla 17. februarja. Ta napad je predstavljal še en prelomni trenutek, saj je to bil prvi nočni radarsko-vodeni bombniški letalski napad, ki je bil sprožen iz ameriške letalonosilke. 12 torpednih bombnikov je v tem napadu doseglo neverjetne zadetke, saj so med seboj potopili skoraj tretjino vseh potopljenih ladij v celotnem napadu.
Nato je bila Enterprise izločena iz sestave TF 58, je 20. januarja napadla atol Jaluit, nakar je odplula proti Majuru in Espiritu Santu. 15. marca je vstopila v sestavo Task Force 36.1, nakar je med 19. in 25. marcem zagotavljala zračno zaščito in bližnjo letalsko podporo med izkrcanji na Emirau. 26. marca se je ponovno pridružila TF 58 in naslednjih 12 dni je sodelovala v napadih na otoke Yap, Ulithi, Woleai in Palau. Po tednu odmora in popolnitve na Majuru je Enterprise 14. aprila odplula, da bi sodelovala v napadih na Jayapuro (Nova Gvineja), nakar je med 29. in 30. aprilom napadla še Truk.
6. junija 1944 je celotna TG 58.3 zapustila Majuro in se pridružila preostali TF 58 v napadu na otočje Marianas. Med 11. in 14. junijem so napadali Sajpan, Rota in Guam, medtem ko so letala iz Enterprise med 15. in 17. junijem zagotavljala bližjo zračno podporo med izkrcanji na Sajpan.
Potem, ko so izvedeli za večji japonski načrt, ki bi zaustavil invazijo na Sajpan, je admiral Spruance, sedaj poveljnik 5. flote, premestil TF 58, da bi zaustavila japonsko razbremenilno silo.

### Bitka v Filipinskem morju
19. junija 1944 se je pričela največja letalonosilna bitka v zgodovini - bitka v Filipinskem morju. Več kot osem ur so Japonci in Američani napadali drug drugega nad otočjem Marianas. Ob koncu dneva je bila razvidna ameriška zmaga, kljub temu pa so še naslednji dan sprožili več letalskih napadov na japonsko ladjevje. Ob koncu bitke so ameriške izgube znašale: šest poškodovanih ladij, 130 sestreljenih letel in 76 mrtvih, medtem ko so Japonci izgubili tri letalonosilke (Hiyō, Shōkaku in Taihō) in 426 letal. Ta bitka je predstavljala začetek konca japonske pomorske navzočnosti, saj si Japonska cesarska vojna mornarica ni nikoli opomogla od te bitke. 
Enterprise je sodelovala tako v obrambi flote kot nato v napadu na japonsko ladjevje zgodaj popoldne. Med kaotičnem reševanju zračnega napada v temi sta lovec in bombnik istočasno pristala na krovu, a kot v čudežu nista trčila. Načrtovani polnočni napad na japonsko ladjevje je bil odpovedan, saj so bila vsa letala vpletela v reševalne operacije. 
Po bitki je celotna skupina Enterprise nadaljevala s podporo bojev na Sajpanu vse do 5. julija. Nato je odplula nazaj proti Pearl Harborju, kjer je en mesec ostala. 24. avgusta se je vrnila nazaj na bojišče, tokrat v sestavi TF 38, pri čemer je izvajala zračne napade na otok Volcanoin Boninsko otočje (med 31. avgustom in 2. septembrom) ter na otoke Yap, Ulithi in Palaus (med 6. in 8. septembrom). 

### Bitka v zalivu Leyte
Potem, ko je delovala zahodno od otočja Palau, se je Enterprise 7. oktobra pridružila drugim plovilom TF 38; celotna skupina je nato odplula proti severu. Od 10. do 20. oktobra so letalci iz Enterprise izvajali zračne operacije nad Okinawo, Tajvanom in Filipini, kjer so napadali sovražnikova letališča, obalne zgradbe ter se pripravljali na napad na otok Leyte. Potem, ko je Enterprise 20. oktobra podprla izkrcanje na Leyte, je odplula proti Ulithiju, kjer je dopolnila zaloge, toda zaradi prihoda svežih japonskih sil je bila 23. oktobra poklicana nazaj. 
V bitki v zalivu Leyte (med 23. in 26. oktobrom) so letala iz Enterprise napadla vse tri sovražnikove pomorske skupine, pri čemer so napadali bojne ladje in rušilce vse do konca bitke. Letalonosilka je nato nadaljevala patruljiranje vzhodno od Samara in Leyteja vse do konca oktobra, ko se je ponovno vrnila v Ulithi za popolnitev zalog. Med novembrom so njena letala napadala tarče na področju Manile in na otoku Yap. 6. decembra 1944 se je vrnila v Pearl Harbor. 

### Iwo Jima, Okinawa in kamikaze
24. decembra je Enterprise zapustila Pearl Harbor in odplula proti Filipinom; na krovu je imela letalsko skupino, ki je bila posebej izurjena v nočnih operacijah. Pridružila se je Task Group 38.5 in patruljirala v vodah severno od Luzona in v Kitajskem morju v januarju 1945, pri čemer so njena letala napadala obalne objekte in ladijske konvoje med Tajvanom in Indokitajsko. Po kratkem počitku v Ulithiju se je Enterprise 10. februarja pridružila Task Group 58.5, pri čemer je izvajala dnevno in nočno letalsko varovanje skupine ter bojne zračne patrulje za celotno Task Force 58; tako so njena letala napadla Tokio 16. in 17. februarja. 
Nato je podprla marince v bitki za Iwo Jimo od 19. februarja pa vse do 9. marca, ko je odplula nazaj proti Ulithiju. Med bitko je tako letalonosilki uspelo, da so bila njena letala prisotna nad Iwo Jimo neprekinjeno 174 ur (7 dni in 6 ur). 
15. marca je letalonosilka zapustila Ulithi in začela izvajati nočne letalske napade na Kjušu, Honšu ter pričela dovažati okrepitve v Notranje japonsko morje. 18. marca je bila lažje poškodovana, ko jo je zadela sovražna bomba, zato je zaplula nazaj v Ulithi, kjer je ostala šest dni na popravilih. 
5. aprila se je vrnila v operativno delovanje, nakar je sodelovala v napadih na Okinavo, dokler ni bila 11. aprila ponovno poškodovana, tokrat s strani kamikaza in je bila tako ponovno prisiljena zapluti nazaj proti Ulithiju. 6. maja se je vrnila nazaj k Okinawi in je bila nenehno pod napadi kamikaz. 14. maja se je en kamikaze uspešno prebil skozi protiletalsko obrambo, uničil prednjo dvigalo na letalonosilki, pri čemer je umrlo 14 in bilo ranjenih 34 članov posadke. Letalonosilka je tako 7. junija prispela v Puget Sound Navy Yard, kjer je ostala v opravilu vse do dneva V-J (15. avgust 1945).

## Povojno delovanje

### Operacija Magic Carpet
Potem, ko je bila Enterprise popolnoma popravljena, je odplula iz Pearl Harborja proti celinskim ZDA; na njenem krovu je bilo 1.100 vojakov, ki so bili odpuščeni iz služenja. V New York je prispela 17. oktobra 1945. Čez dva tedna je odplula v Boston, kjer so ji namestili dodatna ležišča, s čimer je pričela sodelovati v operaciji Magic Carpet: vračanju vojakov iz Evrope nazaj v ZDA. V času te operacije je domov prepeljala več kot 10.000 veteranov.

### Konec letalonosilke
Enterprise je 18. januarja 1946 vplula v New York Naval Shipyard, s čimer se je pričel postopek deaktivacije, dokler ni bila 17. februarja 1947 izvzeta iz uporabe. V tem času (leta 1946) so načrtovali, da bi letalonosilko predali državi New York kot stalni spomenik, a so ta načrt preklicali leta 1949. Pozneje so načrtovali, da bi ladjo spremenili v muzej, a so vsi načrti propadli zaradi premajhnih finančnih vložkov (vlagatelji niso mogli odkupiti letalonosilke). 2. oktobra 1956 se je Vojna mornarica ZDA odločila, da se znebi letalonosilke. 1. julija 1958 pa je Lipsett Corporation odkupila letalonosilko in pričela z razrezom v Kearnyju (New Jersey); razrez je bil dokončan maja 1960. 
Leta 1984 je Nacionalni muzej pomorskega letalstva odprl stalno razstavo, posvečeno Enterprise. Naval Air Station Pensacola (Florida) je postala zadolžena za ohranjenanje in skladiščenje vseh predmetov zgodovinske vrednosti, ki so povezani z letalonosilko. 
Dele letalonosilke so ohranili kot spomenike:
- ladijski zvonec: Pomorska akademija ZDA[9];
- enotonska plošča z imenom: River Vale, New Jersey[10];
- sidro: Washington Navy Yard (Washington, D.C.) in
- manjši predmeti (vključno z ladijsko lino): jedrska letalonosilka USS Enterprise (CVN-65).

## Posadka

### Poveljniki
| Čin                 | Ime                    | Obdobje                                |
| Kapitan             | Newton H. White mlajši | 12. maj 1938 - 21. december 1938       |
| Kapitan             | Charles A. Pownall     | 21. december 1938 - 21. marec 1941     |
| Kapitan             | George D. Murray       | 21. marec 1941 - 30. junij 1942        |
| Kapitan             | Arthur C. Davis        | 30. junij 1942 - 21. oktober 1942      |
| Kapitan             | Osborne B. Hardison    | 21. oktober 1942 - 7. april 1943       |
| Kapitan             | Carlos W. Wieber       | 7. april 1943 - 16. april 1943         |
| Kapitan             | Samuel P. Ginder       | 16. april 1943 - 7. november 1943      |
| Kapitan             | Matthias B. Gardner    | 7. november 1943 - 10. julij 1944      |
| Kapitan bojne ladje | Thomas J. Hamilton     | 10. julij 1944 - 29. julij 1944        |
| Kapitan             | Cato D. Glover         | 29. julij 1944 - 14. december 1944     |
| Kapitan             | Grover B. H. Hall      | 14. december 1944 - 25. september 1945 |
| Kapitan             | William A. Rees        | 25. september 1945 - 20. februar 1946  |
| Kapitan             | Francis E. Bardwell    | 20. februar 1946 - 10. junij 1946      |
| Kapitan bojne ladje | Conrad W. Craven       | 10. junij 1946 194 - 31. januar 1947   |
| Kapitan bojne ladje | Lewis F. Davis         | 31. januar 1947 - 17. februar 1947     |

| Čin                 | Ime                | Obdobje                               |
| Kapitan bojne ladje | Howard L. Young    | 7. december 1941 - 10. marec 1942     |
| Kapitan fregate     | C. Wade McClusky   | 8. april 1942 - 26. april 1924        |
| Kapitan fregate     | C. Wade McClusky   | 30. april 1942 - 26. maj 1942         |
| Kapitan fregate     | C. Wade McClusky   | 28. maj 1942 - 13. junij 1942         |
| Kapitan fregate     | Max Leslie         | 15. julij 1942 - 25. avgust 1942      |
| Kapitan fregate     | Richard K. Gaines  | 16. oktober 1942 - 10. maj 1943       |
| Kapitan fregate     | Edward O'Hare      | 10. november 1943 - 26. november 1943 |
| Kapitan fregate     | John C. Phillips   | 4. december 1943 - 9. december 1943   |
| Kapitan bojne ladje | Roscoe L. Newman   | 16. januar 1944 - 23. februar 1944    |
| Kapitan bojne ladje | William R. Kane    | 23. februar 1944 - 15. julij 1944     |
| Kapitan bojne ladje | Daniel »Dog« Smith | 16. avgust 1944 - 23. november 1944   |
| Kapitan bojne ladje | William I. Martin  | 24. december 1944 - 31. maj 1945      |

### Odlikovani pripadniki
Spodnji seznam zajema člane posadke, ki so prejeli odlikovanje/a med služenjem na Enterprise.
| Čin                                   | Ime               | Enota/položaj | Odlikovanje     | Datum    | Razlog                                          |
| Aviation Machinist’s Mate first class | Sam Davis Presley | ?             | Mornariški križ | posmrtno | Za izkazan pogum med bitko za otočje Santa Cruz |
| Gunner’s Mate first class             | Donald Roy McAnn  | ?             | Mornariški križ | posmrtno | Za izkazan pogum med bitko za otočje Santa Cruz |

### Slavni pripadniki
- Jackson Dominick Arnold, poznejši admiral
- Ralph Andrew Ofstie, poznejši admiral
- H. C. Westermann, umetnik

## Oborožitev

### Protiletalska zaščita
| Časovno obdobje               | .50-kalibrski mitraljez Browning M2 | Četverni 1,1"/75-kalibrski top | enojni avtomatski top Oerlikon 20 mm | Bofors 40 mm top       | 5"/38-kalibrski top |
| ----------------------------- | ----------------------------------- | ------------------------------ | ------------------------------------ | ---------------------- | ------------------- |
| Maj - avgust 1938             | 0                                   | 0                              | 0                                    | 0                      |                     |
| Oktober 1938 - oktober 1941   | 24 enojnih                          | 4                              | 0                                    | 0                      | 8                   |
| Oktober 1941 - februar 1942   | 24+ enojnih                         | 4                              | 0                                    | 0                      | 8                   |
| Februar - april 1942          | različno                            | 4                              | različno                             | 0                      | 8                   |
| April - julij 1942            | neznano                             | 4                              | 32 enojnih                           | 0                      | 8                   |
| Julij - september 1942        | 0                                   | 5                              | 40 enojnih                           | 0                      | 8                   |
| Oktober - november 1942       | 0                                   | 1                              | 44 enojnih                           | 4 četvernih            | 8                   |
| November 1942 - oktober 1943  | 0                                   | 1                              | 46 enojnih                           | 4 četvernih            | 8                   |
| Oktober 1943 - avgust 1945    | 0                                   | 0                              | 50 enojnih                           | 8 dvojnih 6 četvernih  | 8                   |
| September 1945 - februar 1947 | 0                                   | 0                              | 16 dvojnih                           | 5 dvojnih 11 četvernih | 8                   |

## Odlikovanja in priznanja
USS Enterprise (CV-6) je bila najbolj odlikovana ameriška vojaška ladja druge svetovne vojne. Bila je tudi prva letalonosilka, ki je prejela predsedniško omembo enote, hkrati pa je bila edina letalonosilka, ki je prejela predsedniško omembo enote in pohvalo enote Vojne mornarice ZDA za svojo služenje med drugo svetovno vojno.
| Št.   | Slika                                                                                 | Odlikovanje                                                      | Datum             | Utemeljitev |
| 1.    | Predsedniška omemba enote (ZDA)                                                       | Predsedniška omemba enote (ZDA)                                  | 27. maj 1943      | Za nenehno izjemno delovanje in odlične dosežke med ponovljenimi akcijami proti sovražnim japonskim silam v pacifiškem vojnem področju, od 7. decembra 1941 do 15. novembra 1942. Sodelujoč v skoraj vseh večjih letalonosilnih spopadih v prvem letu vojne, je Enterprise in njena zračna skupina, izključno od daljnoletečih uničenj obalnih inštalacij v bojnem področju, je samostojno potopila ali poškodovala skupaj 35 japonskih plovil in sestrelila skupaj 185 japonskih letal. Njen agresivni duh in odlična bojna učinkovitost sta v ponos častnikom in moštvu, ki so jo napravili za vodilno silo v obrambi ameriškega naroda. |
| 2.    | Pohvala enote Vojne mornarice ZDA                                                     | Pohvala enote Vojne mornarice ZDA                                | 11. junij 1946    | |
| 3.    | American Defense Service Medal                                                        | American Defense Service Medal (priponka Fleet)                  |                   | |
| 4.    | American Campaign Medal                                                               | American Campaign Medal                                          |                   | |
| 5.    | Silver service star · Silver service star · Silver service star · Silver service star | Asiatic-Pacific Campaign Medal                                   |                   | |
| 5-1.  | Bronasta bojna zvezda                                                                 | 1. bojna zvezda - Pearl Harbor                                   |                   | Napad na Pearl Harbor |
| 5-2.  | Bronasta bojna zvezda                                                                 | 2. bojna zvezda - Pacific Raids                                  |                   | Pacifiški napadi |
| 5-3.  | Bronasta bojna zvezda                                                                 | 3. bojna zvezda - Battle of Midway                               |                   | Bitka za Midway |
| 5-4.  | Bronasta bojna zvezda                                                                 | 4. bojna zvezda - Battle of Guadalcanal                          |                   | Bitka za Guadalcanal |
| 5-5.  | Srebrna bojna zvezda                                                                  | 5. srebrna zvezda - Capture and Defense of Guadalcanal           |                   | Bitka za Guadalcanal |
| 5-6.  | Bronasta bojna zvezda                                                                 | 6. bojna zvezda - Battle of the Eastern Solomons                 |                   | Bitka za Vzhodne Salomonove otoke |
| 5-7.  | Bronasta bojna zvezda                                                                 | 7. bojna zvezda - Battle of Santa Cruz                           |                   | Bitka za otočje Santa Cruz |
| 5-8.  | Bronasta bojna zvezda                                                                 | 8. bojna zvezda - Naval Battle of Guadalcanal                    |                   | Pomorska bitka za Guadalcanal |
| 5-9.  | Bronasta bojna zvezda                                                                 | 9. bojna zvezda - Battle of Rennell Island                       |                   | Bitka za otok Rennell |
| 5-10. | Srebrna bojna zvezda                                                                  | 10. srebrna zvezda - Gilbert Islands Operations                  |                   | Operacije na Gilbertovem otočju |
| 5-11. | Bronasta bojna zvezda                                                                 | 11. bojna zvezda - Marshall Islands Operations                   |                   | Operacije na Marshallovem otočju |
| 5-12. | Bronasta bojna zvezda                                                                 | 12. bojna zvezda - Asiatic-Pacific Raids                         |                   | Azijsko-pacifiško napadi |
| 5-13. | Bronasta bojna zvezda                                                                 | 13. bojna zvezda - Hollandia (New Guinea) Operations             |                   | Operacije na Novi Gvineji |
| 5-14. | Bronasta bojna zvezda                                                                 | 14. bojna zvezda - Mariana Islands Operations                    |                   | Operacije na otočju Mariana |
| 5-15. | Srebrna bojna zvezda                                                                  | 15. srebrna zvezda - Western Pacific Operations                  |                   | Operacije v Zahodnem Pacifiku |
| 5-16. | Bronasta bojna zvezda                                                                 | 16. bojna zvezda - Invasion of Leyte Island/3rd Fleet Operations |                   | Bitka v zalivu Leyte |
| 5-17. | Bronasta bojna zvezda                                                                 | 17. bojna zvezda - Luzon Operations                              |                   | Bitka za Luzon |
| 5-18. | Bronasta bojna zvezda                                                                 | 18. bojna zvezda - Night Carrier Group 90/5th Fleet Raids        |                   | |
| 5-19. | Bronasta bojna zvezda                                                                 | 19. bojna zvezda - Assault and Occupation of Iwo Jima            |                   | Bitka za Iwo Jimo |
| 5-20. | Srebrna bojna zvezda                                                                  | 20. srebrna zvezda - Okinawa Operations                          |                   | Bitka za Okinawo |
| 6.    | World War II Victory Medal                                                            | World War II Victory Medal                                       |                   | |
| 7.    | Predsedniška omemba enote (Filipini)                                                  | Predsedniška omemba enote (Filipini)                             |                   | |
| 8.    | Bronze service star                                                                   | Medalja za osvoboditev (Filipini)                                |                   | |
| 9.    |                                                                                       | British Admiralty Pennant                                        | 23. november 1945 | |
| 10.   |                                                                                       | Task Force 16 Citation                                           | 15. maj 1995      | Ob 50. obletnici druge svetovne vojne, je primerno, da si vzamemo čas za premislek o edinstvenih in drznih dosežkih, ki jih je dosegla zgodaj med vojno Task Force 16. Medtem ko je plula zahodno z zapečatenimi ukazi v aprilu 1942, komaj štiri mesece po uničujočem napadu na Pearl Harbor, je Task Force 16, noseč šestnajst bombnikov B-25 Kopenske vojske ZDA, vstopila v zgodovino. Medtem, ko je bila nenehno izpostavljena slabemu vremenu in bila vedno v nevarnosti, da bi jo odkrili, še predno bi bombniki lahko vzleteli, da bi napadli japonsko domovino, je posadka ladij in bombnikov prestala vse. 18. aprila 1942 ob 14:45 se je vztrajnost obrestovala, ko so japonske radijske novice potrdile uspeh napadov. Ti napadi so povečali moralo ameriških ljudi v tistih zgodnjih in temnih časih vojne ter bili glasnik prihodnosti za japonsko vrhovno poveljstvo, ki je nepremišljeno zbudila Slepega velikana. Ti dosežki, ki so navdihovali službujoče može in žene ter narod, živijo do danes in se jih spominjamo, ko je potreben uspeh proti vsem možnostim. |

## Zanimivosti
- Med obiskom Enterprise v Argentini je častnik Jackson Dominick Arnold (poznejši admiral) preprečil atentat na predsednika Argentine Roberta Marío Ortiza.[navedi vir]